# Petitet (pel·lícula)
Petitet és una pel·lícula documental catalana dirigida per Carles Bosch i Arisó el 2018 sobre la voluntat de Joan Ximénez Valentí El Petitet, fill d'un dels palmers de Peret, de tocar rumba al Gran Teatre del Liceu. És produïda per Lastor Media amb Televisió de Catalunya. És gravada originalment en català.

## Sinopsi
Joan Ximénez Valentí El Petitet és un gitano català del Raval de Barcelona i músic, fill de Ramón "El Huesos", "palmero" del famós Peret. Pateix una rara malaltia crònica que provoca alts graus de feblesa muscular. Abans que morís la seva mare li va prometre que portaria la rumba catalana al Gran Teatre del Liceu. Fidel a la seva promesa, El Petitet intentarà reunir vint músics gitanos, bons però indisciplinats, perquè toquin amb una orquestra simfònica, sense gaire finançament ni contactes amb les institucions.

## Crítiques
| «                                                           | "Traça una panoràmica que va una mica més enllà del propi personatge, la seva malaltia crònica muscular i la seva obsessió de portar la rumba catalana a un gran teatre, mitjançant estiloses entrevistes en blanc i negre (…) | » |
| — Puntuació: ★★★ (sobre 5)", Quim Casas: Diari El Periódico | |   |

| «                          | "En 'Petitet' existeix aquest olfacte del reporter adobat en mil batalles, sí. Però també brillen una èpica més pròpia de la ficció, un enfocament humanista, un protagonista sobrat de carisma i uns secundaris disposats a robar escenes (…) Puntuació: ★★★★ (sobre 5)" | » |
| — Álex Montoya: Fotogrames | |   |

## Nominacions i premis
Va guanyar el premi Gaudí a la millor pel·lícula documental i fou nominat al Gaudí a la millor música original. També va guanyar el Premi de l'Audiència al DocsBarcelona.